# 882 (numero)
Ottocentottantadue (882) è il numero naturale dopo l'881 e prima dell'883.

## Proprietà matematiche
- È un numero pari.
- È un numero composto con 18 divisori: 1, 2, 3, 6, 7, 9, 14, 18, 21, 42, 49, 63, 98, 126, 147, 294, 441, 882. Poiché la somma dei suoi divisori (escluso il numero stesso) è 1341 > 882, è un numero abbondante.
- È un numero rifattorizzabile in quanto divisibile per il numero dei propri divisori.
- È un numero malvagio.
- È un numero pratico.
- È un numero palindromo e un numero ondulante nel sistema posizionale a base (12) (616) e nel sistema posizionale a base (20) (242).
- È un numero semiperfetto in quanto pari alla somma di alcuni (o tutti) i suoi divisori.
- È un numero di Harshad nel sistema numerico decimale.
- È parte delle terne pitagoriche (224, 882, 910), (840, 882, 1218), (882, 1176, 1470), (882, 2320, 2482), (882, 3024, 3150), (882, 3920, 4018), (882, 7176, 7230), (882, 9240, 9282), (882, 21600, 21618), (882, 27776, 27790), (882, 64824, 64830), (882, 194480, 194482).

## Astronomia
- 882 Swetlana è un asteroide della fascia principale del sistema solare.
- NGC 882 è un galassia lenticolare della costellazione dell'Ariete.

## Astronautica
- Cosmos 882 è un satellite artificiale russo.